# Мечеть в селе Кочахмедли
Мечеть в селе Кочахмедли (азерб. Qoçəhmədli məscidi) — мечеть в селении Кочахмедли Физулинского района Азербайджана. Распоряжением Кабинета министров Азербайджанской Республики от 2 августа 2001 года мечеть взята под охрану государства как архитектурный памятник местного значения (инв № 4228).

## История
Мечеть была построена в XVIII веке.
В ходе Первой карабахской войны село Кочахмедли было занято армянскими вооружёнными силами, которые контролировали его до 17 октября 2020 года, когда вооружённые силы Азербайджана вернули контроль над селом. По словам заместителя министра культуры Азербайджана, «в результате армянской оккупации сельская мечеть была частично разрушена и использовалась армянами в качестве хлева».